# Ross Noble

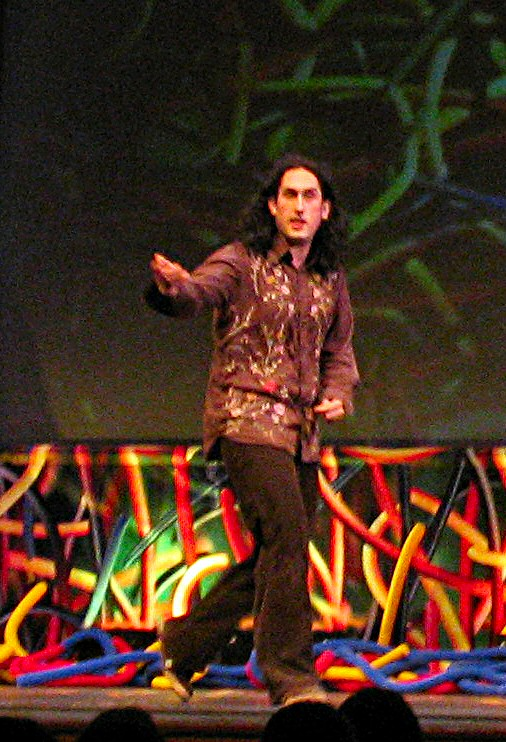
Ross Noble

Ross Noble, född 5 juni 1976 i Cramlington, England, är en engelsk ståuppkomiker som utmärker sig genom sin improviserande stil. I sitt samtal med publiken svävar han ständigt ut i spontana, mycket fantasifulla tankeexperiment.
Ross Nobles fru kommer från Australien och paret hade en farm där som gick upp i rök i samband med skogsbränderna i Australien 2009. Familjen flyttade sedan till Nobles hemland England. Noble turnerar flitigt, främst i Storbritannien, Australien och Nya Zeeland.
Han har gjort otaliga tv- och radioframträdanden. Bland annat dokumenterade han sitt eget turnéliv i radioserien Ross Noble Goes Global på BBC Radio 4 som spelades in mellan april och maj 2001. Han har även medverkat i ett annat program för samma kanal, nämligen Just a Minute.